# کلاریاس میکروسپیلوس
کلاریاس میکروسپیلوس گونه ای از گربه ماهی شفاف از سوماترا است. که در رودخانه های ساحلی کوتاهی که جبهه غربی واقع در رشته کوه لوزر و در استان آچه رها سازی می شود، مشهور است.

## زیستگاه و پخش
می توان آن را در آب های آرام اطراف شاخه ها، باتلاق ها و حوضچه های آب سیاه پیدا کرد. هولوتایپ در پاسیلمبانگ، در گوشه پاراتیپ  های گرد آوری شده از کاندانگ، پوچوک لمبانگ، سوآق بلیمبینگ و رودخانه های آب سیاه در گوشه جاده تاپاکتوان-سوبولوسلام گرد آوری می شود.  می توان این گونه را در پارک ملی کوه لوسر پیدا نمود.